# 낯선하루
《낯선하루》는 네이버 TV에서 2013년 11월 11일부터 2013년 11월 13일까지 공개된 웹드라마이다. 시대가 다른 삶을 살고 있는 두 남녀의 이야기이다.

## 등장 인물

### 주요 인물
- 최우식 : 채만식 역
- 조아영 : 이지은 역

### 그 외
- 김익태 : 낯선사람 역
- 김하영 : 술친구 역
- 이민우 : 국장 역
- 군산대학교 학생들
- 군산대 파도소리 방파제

### 우정출연
- 박민지 : 군산 친구 역

## 회차별 부제
| 회차 | 업로드 일자      | 부제                                               | 런닝 타임 |
| ---- | ---------------- | -------------------------------------------------- | --------- |
| 1화  | 2013년 11월 11일 | 안녕? 낯선 사람                                    | 13:51     |
| 2화  | 2013년 11월 11일 | 이름을 안다고 다 아는 것은 아니다                  | 16:02     |
| 3화  | 2013년 11월 12일 | 너를 향한 마음은 스며드는 것, 그리고 만들어가는 것 | 14:33     |
| 4화  | 2013년 11월 12일 | 벌써 당신이 그립습니다                             | 15:16     |
| 5화  | 2013년 11월 13일 | 잘 지내나요?                                       | 17:45     |